# 登記簿図書館
株式会社登記簿図書館は、日本で唯一の登記情報を法務局（民事法務協会）よりも安く取得出来るサービス「登記簿図書館」を展開している企業。
東京都大田区に本社を置く、株式会社情報通信ネットワークを中心としたJTNグループの一角である。

## 会社概要
株式会社情報通信ネットワーク代表取締役佐野秀光により2008年7月起業。
2000年に法務省がインターネットを通じて登記情報を提供するサービスを開始すると、同社は新規登記情報を法務省のサービスより廉価で提供、取得済みの登記簿の古いものを値下げして再販することで利益を得るシステムを構築。
法務省（民事法務協会）のオンラインサービスは、登記簿図書館を経由した利用が最も多いと言われている。
設立当初から法務局にない日本初の機能を次々にリリースする事に注力し、特に名前から登記情報が探せるサービス及び法務局より安く登記情報を取得出来るサービスは同社のみであると主張する。
株式会社情報通信ネットワークの運営する、ブルーマップのネット配信サービス（JTNマップ）とも連携し地図上から登記情報が取得出来る機能や分譲マンションの部屋番号と家屋番号の不一致を解消する為に作った部屋番号と家屋番号の対照簿「マンション索引簿」なども併せて提供。
取引先は不動産会社や金融機関、弁護士、税理士、司法書士など約39000社以上、一日の登記情報の取得件数は新規登記情報及び登記簿図書館データベース内の登記情報の利用を併せて約150,000件以上。同社の提供するサービスはいずれも、日本で唯一のサービスである事と低価格な事もあり、不動産業界や金融機関での導入ケースは多いとされている。
特に金融機関での導入実績は高く、銀行190行以上が導入。
与信管理サービスの提供に実績のある、リスクモンスター株式会社も会員向けサービスに同サービスを導入している。不動産情報の総合サイトのアットホームも、同サービスを会員向けに提供。
登記情報の名寄せ機能はサービス開始当初は月額利用料金を48000円にしていたが現在は月額利用料金は無料にて登記簿図書館の会員全員が利用可能となっている。

## 登記簿図書館が提供するサービス
- 「名寄せ機能」

不動産登記情報が名前や会社名から検索出来る。
会社登記情報が役員名（取締役名・監査役名）から探せる。
- 「表題部検索」

築年月日や面積、地目、屋根の種類など様々な登記情報の項目別で検索ができる。
- 「登記受付帳サービス」

全国の登記受付帳をデータベース化して検索出来るようにしたもの。登記原因・地域・期間を絞って検索できる。
- 「マンション索引簿」

分譲マンションの部屋番号と家屋番号の対照簿。
- 「登記見張り番」

登記変動を監視するサービス。
- 「JTNマップ」

ブルーマップから登記情報が取得出来る。

## 沿革
- 2016年3月 - 不動産の所有者をリスト化したサービス「不動産長者番付」を開始。以前あった高額納税者番付に代わるとする。
- 2017年4月 - 全日本不動産協会会員約27,000社も利用可能になる。
- 2017年10月 - 不動産ポータルサイト大手　アットホーム社登録館員50,000社以上も利用可能になる。
- 2025年6月 - 現在の直契約社数40,000社。

## 関連会社
- 株式会社情報通信ネットワーク
- 株式会社JTNパーク